# Maurice Wullens
Mauritius Wullens (né le 29 janvier 1894, à Esquelbecq – mort en février 1945, à Socx) était un écrivain français et un anarcho-syndicaliste. Il fut un cofondateur et directeur de la revue Les humbles (1916-1940).

## Biographie
Maurice est né dans une famille de paysans flamands. Cinq de ses huit frères et sœurs moururent au cours de leur enfance. Sa mère mourut lorsqu'il avait neuf ans, ce qui lui laissa la responsabilité de s'occuper de ses frères et sœurs. Néanmoins, il hérita de sa mère l'amour de la lecture, et avec l'aide de son père et de son maître d'école à Bergues, il obtint son Brevet élémentaire en 1910. Puis, il suivit les cours de l'école normale pour les enseignants à Douai.
C'est avec cinq autres élèves de l'école normale d'instituteurs qu'il crée Les Humbles, revue littéraire des primaires en 1913. La publication s'arrêté avec le début de la Première Guerre mondiale. Elle sera de nouveau publiée à partir de 1916 sous la direction de Maurice Wullens.
Wullens rejoignit la Confédération générale du travail (CGT) et fut parmi les radicaux qui fondèrent la Confédération générale du travail unitaire en 1921. Il déménagea à Trélon cette année et fondit la section locale du Parti communiste français de laquelle il devint le secrétaire.
En mai 1922, il se rendit à l'International Congress of Progressive Artists and signa la "Founding Proclamation of the Union of Progressive International Artists".
En 1925, il visita l'Union Soviétique, et en 1927 publia Paris, Moscou, Tiflis, un récit de son voyage.
Il mourut d'une attaque cardiaque à l'hôpital de Socx en février 1945.

## Publications
- 1927 Paris, Moscou, Tiflis, Paris: Les Humbles